# Myrsine ralstoniae
Myrsine ralstoniae är en viveväxtart som först beskrevs av Peter Shaw Green, och fick sitt nu gällande namn av Jackes. Myrsine ralstoniae ingår i släktet Myrsine och familjen viveväxter. Inga underarter finns listade i Catalogue of Life.